# Megaphorura
Genre
Megaphorura est un genre de collemboles de la famille des Onychiuridae.

## Distribution
Les espèces de ce genre se rencontrent en zone paléarctique.

## Liste des espèces
Selon Checklist of the Collembola of the World (version du 30 septembre 2019) :
- Megaphorura arctica (Tullberg, 1877)
- Megaphorura evansi (Bagnall, 1935)

## Publication originale
- Fjellberg, 1998 : The Collembola of Fennoscandia and Denmark. Part 1: Poduromorpha. Fauna Entomologica Scandinavica, vol. 35, p. 1-183.